# Liu Wei (Eishockeyspieler)
Liu Wei (chinesisch 刘伟, Pinyin Liú Wěi; * 3. April 1991) ist ein ehemaliger chinesischer Eishockeyspieler, der bis 2017 bei China Dragon in der Asia League Ice Hockey unter Vertrag stand.

## Karriere
Liu Wei begann seine Karriere in der Mannschaft aus Qiqihar. Ab 2010 spielte er für China Dragon in der Asia League Ice Hockey. Nachdem er in der Spielzeit 2012/13 zu keinem Einsatz gekommen war, gehörte er in den folgenden drei Jahren nicht der einzigen chinesischen Profimannschaft an. In der Spielzeit 2016/17 gehörte er wieder zum Kader, beendete nach der Saison aber seine Karriere.

### International
Für China nahm Liu Wei im Juniorenbereich an den U18-Weltmeisterschaften der Division III 2007 und der Division II 2008 und 2009 sowie den U20-Weltmeisterschaften 2008 und 2009 in der Division II teil. Im Seniorenbereich stand der Angreifer im Aufgebot Chinas bei den Weltmeisterschaften der Division II 2011 und 2012. Zudem vertrat er seine Farben bei den Winter-Asienspielen 2017.

## Erfolge und Auszeichnungen
- 2007 Aufstieg in die Division II bei der U20-Weltmeisterschaft der Division III

## Asia-League-Statistik
(Stand: Ende der Saison 2016/17)